# 위드텍
위드텍(Withtech Inc.)은 반도체 및 디스플레이를 제조하는 과정에서 발생하는 환경 유해 물질을 측정하고 모니터링하는 대한민국의 기업이다. 본사는 대전광역시 유성구 테크노2로 300 (탑립동 900)이며 대표이사 유승교이다.

## 상장
2020년 10월 30일에 주관사를 하나금융투자로 공모가 25,000원에 코스닥 시장에 상장하였다.

## 참고문헌
1. ↑  위드텍, 오염수 핵종분석 장비 개발…공공기관에 납품 시작, 뉴시스, 2023년 7월 13일
2. ↑  위드텍, 日 원전 오염수 모니터링 기술 보유 부각에 '상한가', 이투데이, 2023년 6월 21일